# Гомля Віра Іванівна
Віра Іванівна Гомля (? — ?) — українська радянська діячка, ланкова колгоспу імені Сталіна (імені Ілліча) Мар'їнського району Сталінської (Донецької) області. Депутат Верховної Ради СРСР 4-го скликання.

## Життєпис
Народилася в селянській родині.
На 1954 рік — ланкова колгоспу імені Сталіна (потім — імені Ілліча) села Максимільянівки Мар'їнського району Сталінської (Донецької) області.
Член КПРС з 1956 року.

## Нагороди
- орден Леніна (1950)
- ордени
- медалі